# صاقورية قطبية شمالية
صاقورية قطبية شمالية (الاسم العلمي: Calvatia arctica) هي نوع من الفطريات يتبع جنس الصاقورية من الفصيلة الغاريقونية.